# Tweede klasse 1905-06 (voetbal België)
Het seizoen 1905/06 van Division 1 (Eerste Afdeeling), de voorloper van de Belgische Tweede Klasse, was het tiende seizoen dat er een competitie onder het hoogste niveau gespeeld werd in België. De competitie werd niet als een nationaal niveau beschouwd. Er was ook geen echte degradatie- of promotieregeling.
De 22 deelnemende ploegen werden ingedeeld volgens vier regionale reeksen "Antwerpen & Oost-Vlaanderen", "Brabant", "Luik" en "West-Vlaanderen", die Division 2 (Tweede Afdeeling) werden genoemd.  Vijf van deze ploegen kwalificeerden zich voor Division 1. Het reserve-elftal van Union Saint-Gilloise werd de uiteindelijke winnaar. SC Courtraisien dat tweede werd in Division 1, promoveerde op het einde van het seizoen naar de Ere Afdeling 1906/07.

## Division 2

### Afdeling Antwerpen & Oost-Vlaanderen
|   |   |                           | P  | W  | G | V  | +  | -  | DS  | Ptn |
| - | - | ------------------------- | -- | -- | - | -- | -- | -- | --- | --- |
| Q | 1 | RC de Gand                | 10 | 10 | 0 | 0  | 46 | 8  | 38  | 20  |
|   | 2 | AA La Gantoise            | 10 | 7  | 1 | 2  | 41 | 11 | 30  | 15  |
|   | 3 | Antwerp Football Alliance | 10 | 6  | 1 | 3  | 39 | 17 | 22  | 13  |
|   | 4 | reserven Beerschot AC     | 10 | 4  | 0 | 6  | 20 | 30 | -10 | 8   |
|   | 5 | reserven Antwerp FC       | 10 | 2  | 0 | 8  | 10 | 40 | -30 | 4   |
|   | 6 | CS Anversois              | 10 | 0  | 0 | 10 | 0  | 50 | -50 | 0   |

P: wedstrijden gespeeld, W: wedstrijden gewonnen, G: gelijke spelen, V: wedstrijden verloren, +: gescoorde doelpunten, -: doelpunten tegen, DS: doelsaldo, Ptn: totaal punten,  Q: gekwalificeerd

### Afdeling Brabant
|   |   |                                   | P  | W  | G | V | +  | -  | DS  | Ptn |
| - | - | --------------------------------- | -- | -- | - | - | -- | -- | --- | --- |
| Q | 1 | reserven Union Saint-Gilloise     | 12 | 11 | 0 | 1 | 53 | 15 | 38  | 22  |
| Q | 2 | reserven Racing Club de Bruxelles | 12 | 9  | 2 | 1 | 66 | 19 | 47  | 20  |
|   | 3 | Olympia Club de Bruxelles         | 12 | 6  | 2 | 4 | 41 | 21 | 20  | 14  |
|   | 4 | Atheneum VV Stockel               | 12 | 5  | 2 | 5 | 29 | 35 | -6  | 12  |
|   | 5 | reserven Daring Club de Bruxelles | 12 | 2  | 2 | 8 | 18 | 46 | -28 | 6   |
|   | 6 | CS de Schaerbeek                  | 12 | 2  | 1 | 9 | 15 | 46 | -31 | 5   |
|   | 7 | reserven Léopold Club             | 12 | 2  | 1 | 9 | 15 | 54 | -39 | 5   |

P: wedstrijden gespeeld, W: wedstrijden gewonnen, G: gelijke spelen, V: wedstrijden verloren, +: gescoorde doelpunten, -: doelpunten tegen, DS: doelsaldo, Ptn: totaal punten,  Q: gekwalificeerd
Opmerking
De bovenstaande eindstand kan niet correct zijn.  Het totaal aantal gescoorde doelpunten (237) is niet gelijk aan het totaal aantal doelpunten tegen (236). Toch is de eindstand zoals hierboven de "officiële" eindstand.

### Afdeling Luik
|   |   |                        | P  | W | G | V | +  | -  | DS  | Ptn |
| - | - | ---------------------- | -- | - | - | - | -- | -- | --- | --- |
| Q | 1 | Standard FC Liégeois   | 10 | 8 | 1 | 1 | 41 | 14 | 27  | 17  |
|   | 2 | SC Theux               | 10 | 7 | 1 | 2 | 37 | 21 | 16  | 15  |
|   | 3 | reserven FC Liégeois   | 10 | 5 | 1 | 4 | 27 | 27 | 0   | 11  |
|   | 4 | reserven CS Verviétois | 10 | 4 | 1 | 5 | 23 | 27 | -4  | 9   |
|   | 5 | National FC Verviers   | 10 | 2 | 1 | 7 | 22 | 28 | -6  | 5   |
|   | 6 | Athletic FC Verviers   | 10 | 1 | 1 | 8 | 14 | 47 | -33 | 3   |

P: wedstrijden gespeeld, W: wedstrijden gewonnen, G: gelijke spelen, V: wedstrijden verloren, +: gescoorde doelpunten, -: doelpunten tegen, DS: doelsaldo, Ptn: totaal punten,  Q: gekwalificeerd

### Afdeling West-Vlaanderen
|   |   |                 | P | W | G | V | +  | -  | DS  | Ptn |
| - | - | --------------- | - | - | - | - | -- | -- | --- | --- |
| Q | 1 | SC Courtraisien | 4 | 3 | 0 | 1 | 34 | 11 | 23  | 6   |
|   | 2 | FC Mouscron     | 4 | 3 | 0 | 1 | 22 | 15 | 7   | 6   |
|   | 3 | FC Yprois       | 4 | 0 | 0 | 4 | 4  | 34 | -30 | 0   |

P: wedstrijden gespeeld, W: wedstrijden gewonnen, G: gelijke spelen, V: wedstrijden verloren, +: gescoorde doelpunten, -: doelpunten tegen, DS: doelsaldo, Ptn: totaal punten,  Q: gekwalificeerd
Testwedstrijden voor kwalificatie
Aangezien SC Courtraisien en FC Mouscron beiden 6 punten haalden werd er een testwedstrijd gespeeld voor de kwalificatie voor Division 1.  Deze werd gewonnen door SC Courtraisien.
| Datum      | Wedstrijd       | Wedstrijd | Wedstrijd   | Uitslag | Opmerking                      |
| ---------- | --------------- | --------- | ----------- | ------- | ------------------------------ |
|            | TESTWEDSTRIJD   |           |             |         |                                |
| 25.02.1906 | SC Courtraisien | -         | FC Mouscron | 3 - 3   |                                |
|            | REPLAY          |           |             |         |                                |
| 11.03.1906 | SC Courtraisien | -         | FC Mouscron | 2 - 1   | SC Courtraisien gekwalificeerd |

## Division 1
De vijf gekwalificeerde ploegen speelden een competitie onder de naam Division 1.  Winnaar werd het reserve-elftal van Union Saint-Gilloise, dat echter niet promoveerde. Het tweede geëindigde SC Courtraisien promoveerde wel naar de Ere Afdeling.
|   |   |                                   | P | W | G | V | +  | -  | DS  | Ptn |
| - | - | --------------------------------- | - | - | - | - | -- | -- | --- | --- |
| K | 1 | reserven Union Saint-Gilloise     | 8 | 6 | 1 | 1 | 33 | 10 | 23  | 13  |
| P | 2 | SC Courtraisien                   | 8 | 5 | 1 | 2 | 22 | 15 | 7   | 11  |
|   | 3 | Standard FC Liégeois              | 8 | 3 | 1 | 4 | 14 | 18 | -4  | 7   |
|   | 4 | reserven Racing Club de Bruxelles | 8 | 3 | 1 | 4 | 20 | 28 | -8  | 7   |
|   | 5 | RC de Gand                        | 8 | 1 | 0 | 7 | 9  | 27 | -18 | 2   |

P: wedstrijden gespeeld, W: wedstrijden gewonnen, G: gelijke spelen, V: wedstrijden verloren, +: gescoorde doelpunten, -: doelpunten tegen, DS: doelsaldo, Ptn: totaal punten
K: kampioen (geen promotie), P: promotie